# یونچویچی
یونچویچی (به صربی: Junčevići) یک منطقهٔ مسکونی در صربستان است که در پریژپولجه واقع شده‌است. یونچویچی ۳۰۱ نفر جمعیت دارد.